# Discografia delle Girls' Generation
La discografia delle Girls' Generation consiste in dieci album in studio (sette in lungia coreana, tre in lingua giapponese), due album dal vivo, due compilation, quattro EP, ventinove singoli, dodici video album e 43 video musicali. 

## Album

### Album in studio
| Titolo            | Dettagli | Posizione massima | Posizione massima | Posizione massima | Posizione massima | Vendite                                            | Certificazioni     |
| Titolo            | Dettagli | KOR               | JPN               | US World          | US Heat           | Vendite                                            | Certificazioni     |
| Coreani           | Coreani | Coreani           | Coreani           | Coreani           | Coreani           | Coreani                                            | Coreani            |
| ----------------- | --- | ----------------- | ----------------- | ----------------- | ----------------- | -------------------------------------------------- | ------------------ |
| Girls' Generation | - Data di pubblicazione: 1º novembre 2007 - Etichetta: SM Entertainment - Formati: CD, Download digitale                         | 1                 | —                 | —                 | —                 | - KOR: 158,740 - KOR: 279,014 (Album + Repackaged) |                    |
| Oh!               | - Data di pubblicazione: 28 gennaio 2010 - Etichetta: SM Entertainment - Formati: CD, digital download                           | 1                 | 54                | —                 | —                 | - KOR: 219,377 - KOR: 388,586 (Album + Repackaged) |                    |
| The Boys          | - Data di pubblicazione: 19 ottobre 2011 - Etichetta: SM Entertainment, Interscope Records - Formati: CD, digital download       | 1                 | 2                 | 2                 | 17                | - KOR: 385,348 - JPN: 94,678 - TW: 26,000          |                    |
| I Got a Boy       | - Data di pubblicazione: 1º gennaio 2013 - Etichetta: SM Entertainment, Interscope Records - Formati: CD, digital download       | 1                 | 7                 | 1                 | 2                 |                                                    |                    |
| Lion Heart        | - Data di pubblicazione: 19 agosto 2015 - Etichetta: S.M. Entertainment - Formati: CD, digital download                          | 1                 | 11                | —                 | 7                 | - KOR: 131,228 - JPN: 4,273                        |                    |
| Holiday Night     | - Data di pubblicazione: 7 agosto 2017 - Etichetta: S.M. Entertainment - Formati: CD, digital download                           | 2                 | 16                | 1                 | 5                 | - KOR: 159,382 - JPN: 11,055 - US: 2,000           |                    |
| Forever 1         | - Data di pubblicazione: 5 agosto 2022 - Etichetta: S.M. Entertainment - Formati: CD, digital download                           | 2                 | 9                 | —                 | 16                |                                                    |                    |
| Giapponesi        | |                   |                   |                   |                   |                                                    |                    |
| Girls' Generation | - Data di pubblicazione: 1º giugno 2011 - Etichetta: Nayutawave Records - Formati: CD, digital download                          | —                 | 1                 | —                 | —                 | - JPN: 651,684 - JPN: 797,776 (Album + Repackage)  | - RIAJ: 3× Platino |
| Girls & Peace     | - Data di pubblicazione: 28 novembre 2012 - Etichetta: Nayutawave Records, Universal Music Group - Formati: CD, digital download | —                 | 3                 | —                 | —                 |                                                    |                    |
| Love & Peace      | - Data di pubblicazione: 10 dicembre 2013 - Etichetta: Nayutawave Records, Universal Music Group - Formati: CD, digital download | —                 | 1                 | —                 | —                 |                                                    |                    |

### Album riediti
| Titolo                                                                                                 | Dettagli | Posizione massima | Posizione massima | Posizione massima | Vendite         | Certificazioni |
| Titolo                                                                                                 | Dettagli | KOR               | JPN               | US                | Vendite         | Certificazioni |
| Coreani                                                                                                | Coreani | Coreani           | Coreani           | Coreani           | Coreani         | Coreani        |
| --- | --- | ----------------- | ----------------- | ----------------- | --------------- | -------------- |
| Baby Baby                                                                                              | - Riedizione di Girls' Generation - Data di pubblicazione: 13 marzo 2008 - Etichetta: SM Entertainment - Formati: CD, Download digitale     | 1                 | —                 | —                 | - KOR: 120,274+ |                |
| Run Devil Run                                                                                          | - Riedizione di Oh! - Data di pubblicazione: 22 marzo 2010 - Etichetta: SM Entertainment - Formati: CD, digital download                    | 1                 | 39                | —                 | - KOR: 169,209+ |                |
| Giapponesi                                                                                             | |                   |                   |                   |                 |                |
| Girls' Generation ~The Boys~                                                                           | - Riedizione di Girls' Generation - Data di pubblicazione: 28 dicembre 2011 - Etichetta: Nayutawave Records - Formati: CD, digital download |                   |                   |                   |                 |                |
| "—" indica che il disco non è entrato in quella classifica o non è stato pubblicato in quel territorio | |                   |                   |                   |                 |                |

### Extended play
| Titolo | Dettagli | Posizione massima | Posizione massima | Posizione massima | Vendite                         | Certificazioni |
| Titolo | Dettagli | KOR               | JPN               | US                | Vendite                         | Certificazioni |
| ------ | --- | ----------------- | ----------------- | ----------------- | ------------------------------- | -------------- |
| Gee    | - Data di pubblicazione: 7 gennaio 2009 - Etichetta: SM Entertainment - Formati: CD, digital download                      | 1                 | —                 | —                 | - KOR: 200,000+                 |                |
| Genie  | - Data di pubblicazione: 29 giugno 2009 - Etichetta: SM Entertainment - Formati: CD, digital download                      | 1                 | —                 | —                 | - KOR: 200,000+                 |                |
| Hoot   | - Data di pubblicazione: 27 ottobre 2010 - Etichetta: SM Entertainment, Nayutawave Records - Formati: CD, digital download | 1                 | 2                 | —                 | - KOR: 183,267+ - JPN: 168,977+ |                |
| Mr.Mr. | - Data di pubblicazione: 24 febbraio 2014 - Etichetta: SM Entertainment - Formati: CD, digital download                    | 1                 | —                 | —                 | - KOR: 164,116+ - JPN: 22,521+  |                |

### Album dal vivo
| Titolo                                                                                                 | Album information                                                                                       | Posizione massima | Posizione massima | Vendite        | Certificazioni |
| Titolo                                                                                                 | Album information                                                                                       | KOR               | JPN               | Vendite        | Certificazioni |
| --- | --- | ----------------- | ----------------- | -------------- | -------------- |
| Into the New World                                                                                     | - Data di pubblicazione: 30 dicembre 2010 - Etichetta: SM Entertainment - Formati: CD, digital download | 1                 | —                 | - KOR: 91,033+ |                |
| 2011 Girls' Generation Tour                                                                            | - Data di pubblicazione: 11 aprile 2013 - Etichetta: SM Entertainment - Formati: CD, digital download   | 1                 | —                 | - KOR: 21,499+ |                |
| "—" indica che il disco non è entrato in quella classifica o non è stato pubblicato in quel territorio | |                   |                   |                |                |

### Raccolte
| Titolo                      | Album information                                                                                      | Posizione massima | Posizione massima | Vendite        | Certificazioni |
| Titolo                      | Album information                                                                                      | TW                | JPN               | Vendite        | Certificazioni |
| --------------------------- | --- | ----------------- | ----------------- | -------------- | -------------- |
| Best Selection Non Stop Mix | - Data di pubblicazione: 20 marzo 2013 - Etichetta: Nayutawave - Formati: CD, digital download         | —                 | 6                 | - JPN: 24,583+ |                |
| The Best                    | - Data di pubblicazione: 23 luglio 2014 - Etichetta: EMI Records Japan - Formati: CD, digital download | 4                 | 1                 | - JPN: 182,765 |                |

## Singoli promozionali
| Anno                                                                                                   | Titolo                              | Posizione massima | Album    |
| Anno                                                                                                   | Titolo                              | KOR               | Album    |
| --- | ----------------------------------- | ----------------- | -------- |
| 2008                                                                                                   | I Can't Bear It Anymore (Bear Song) | —                 | /        |
| 2008                                                                                                   | Way to Go! (Haptic Motion)          | 18                | Gee      |
| 2009                                                                                                   | Chocolate Love (con f(x))           | 7                 | /        |
| 2009                                                                                                   | HaHaHa                              | —                 | /        |
| 2009                                                                                                   | SEOUL (con i Super Junior)          | 9                 | /        |
| 2010                                                                                                   | Cabi Song (con i 2PM)               | 14                | /        |
| 2010                                                                                                   | LaLaLa                              | —                 | /        |
| 2010                                                                                                   | Hey, Cooky!                         | —                 | /        |
| 2011                                                                                                   | Visual Dreams                       | 10                | /        |
| 2011                                                                                                   | Vitami                              | 35                | The Boys |
| "—" indica che il disco non è entrato in quella classifica o non è stato pubblicato in quel territorio |                                     |                   |          |

## Featuring e duetti
| Anno | Informazioni                                                            | Canzone                                                     | Artisti                             |
| ---- | ----------------------------------------------------------------------- | ----------------------------------------------------------- | ----------------------------------- |
| 2008 | I Love You - Data di pubblicazione: 20 giugno 2008                      | Traccia 1. "I Love You" – 03:40                             | 8eight (Feat. Jessica)              |
| 2009 | The First Memories - Data di pubblicazione: May 9, 2009                 | Traccia 2. Oh! My Love to You – 03:24 (KO) "너만을 느끼며") | The Blue (Feat. Tiffany & Sooyoung) |
| 2009 | S.E.O.U.L. - Data di pubblicazione: 12 dicembre 2009                    | Traccia 1. SEOUL Song – 03:41                               | Girls' Generation & Super Junior    |
| 2010 | CABI Song - Data di pubblicazione: 20 maggio 2010                       | Traccia 1. Cabi Song – 03:13                                | Girls' Generation & 2PM             |
| 2010 | Let`s Go - Data di pubblicazione: 14 ottobre 2010                       | Traccia 1. Let`s Go – 3:30                                  | Seohyun & G20                       |
| 2010 | Like A Star - Data di pubblicazione: 17 novembre 2010                   | Traccia 1. Like A Star – 03:58 (KO) "별처럼")               | Taeyeon & The One                   |
| 2011 | Keep Your Head Down - Data di pubblicazione: 12 gennaio 2011            | Traccia 11. Journey – 04:25                                 | TVXQ (Feat. Seohyun)                |
| 2011 | Different - Data di pubblicazione: 31 gennaio 2011                      | Traccia 1. Different – 04:23                                | Taeyeon & Kim Bum Soo               |
| 2011 | Dreams Come True - Data di pubblicazione: 11 ottobre 2011               | Traccia 1. Dreams Come True                                 | Seohyun & Donghae                   |
| 2011 | The Magic of the Yellow Ribbon - Data di pubblicazione: 25 ottobre 2011 | Traccia 1. The Magic of the Yellow Ribbon                   | Seohyun & Kim Hyun Joong            |

## Album video
| Anno | Informazioni | Posizione massima | Vendite                                           | Certificazioni |
| ---- | --- | ----------------- | ------------------------------------------------- | -------------- |
| 2010 | Girls in Tokyo - Data di pubblicazione: 7 giugno 2010 - Lingua: Coreano - Etichetta discografica: SM Entertainment, Universal Music Japan - Formato: DVD                                                                | -                 |                                                   |                |
| 2010 | New Beginning of Girls' Generation - Data di pubblicazione: 11 agosto 2010 - Lingua: Coreano - Etichetta discografica: SM Entertainment, Universal Music Japan - Formato: DVD                                           | 3                 | 161,960+ (Japan) (Still charting)                 | RIAJ:Oro       |
| 2011 | All About Girls' Generation: Paradise in Phuket - Data di pubblicazione: 30 giugno 2010 - Lingua: Coreano, Inglese - Etichetta discografica: SM Entertainment - Formato: DVD                                            | 101               |                                                   |                |
| 2011 | Into The New World Concert DVD - Data di pubblicazione: August 17, 2011 - Lingua: Coreano - Etichetta discografica: SM Entertainment - Formato: DVD                                                                     | 1                 | 70,364+ (Giappone)                                |                |
| 2011 | The 1st Japan Tour DVD - Data di pubblicazione: December 14, 2011 - Lingua: Giapponese - Etichetta discografica: SM Entertainment, Universal Music Japan - Formato: DVD, Blu-ray                                        | 1                 | 126,731+ (DVD) 51,359+ (Blu-ray) 178,090+ (Total) | RIAJ: Oro      |
| 2012 | Girls' Generation Complete Video Collection - Data di pubblicazione: 26 settembre 2012 - Lingua: Coreano, Giapponese, Inglese - Etichetta discografica: SM Entertainment, Universal Music Japan - Formato: DVD, Blu-ray | 1                 |                                                   | RIAJ:Oro       |
| 2012 | 2011 Girls' Generation Tour - Data di pubblicazione: 30 novembre 2012 - Lingua: Coreano, Inglese - Etichetta discografica: SM Entertainment - Formato: DVD                                                              | -                 |                                                   |                |
| 2013 | Girls & Peace: 2nd Japan Tour - Data di pubblicazione: 18 settembre 2013 - Lingua: Giapponese - Etichetta discografica: SM Entertainment, Universal Music Japan - Formato: DVD, Blu-ray                                 | 1                 |                                                   |                |
| 2014 | Girls' Generation in Las Vegas - Data di pubblicazione: 27 agosto 2014 - Lingua: Coreano, Inglese - Etichetta discografica: SM Entertainment - Formato: DVD                                                             | —                 |                                                   |                |
| 2014 | Love & Peace: 3rd Japan Tour - Data di pubblicazione: 24 dicembre 2014 - Lingua: Coreano, Inglese - Etichetta discografica: SM Entertainment, Universal Music Japan - Formato: DVD                                      | 2                 |                                                   |                |
| 2015 | Girls' Generation – World Tour: Girls & Peace in Seoul - Data di pubblicazione: 30 marzo 2015 - Lingua: Coreano, Giapponese, Inglese - Etichetta discografica: SM Entertainment - Formato: DVD                          | —                 |                                                   |                |
| 2015 | "The Best Live" at Tokyo Dome - Data di pubblicazione: 1º aprile 2015 - Lingua: Giapponese - Etichetta discografica: SM Entertainment, Universal Music Japan - Formato: DVD, Blu-ray                                    | 1                 |                                                   |                |